# Heriades sulcatulus
Heriades sulcatulus är en biart som beskrevs av Cockerell 1931. Heriades sulcatulus ingår i släktet väggbin, och familjen buksamlarbin. Inga underarter finns listade i Catalogue of Life.